# 741306 Marshallmccall
741306 Marshallmccall este o planetă minoră (asteroid) din centura de asteroizi. A fost descoperită pe 27 octombrie 2005 la  de . 
Obiectul prezintă o orbită caracterizată de o semiaxă mare de 2,4313966501288 UAi, o excentricitate de 0,12322586991843, o înclinație de 14,711243866337 ° în raport cu ecliptica.